# Aspidistra carinata
Aspidistra carinata là một loài thực vật có hoa trong họ Măng tây. Loài này được Y.Wan & X.H.Lu mô tả khoa học đầu tiên năm 1989.